# Лакреевский лес
Лакре́евский ле́с (чув. Лакрей вăрманě) — центральный парк культуры и отдыха в городе Чебоксары. Площадь — 41,2 га. Является старейшим действующим парком Чебоксар. В настоящее время центр индустрии развлечений и отдыха горожан.
Преобладающая порода — дуб черешчатый (91 % от общей площади насаждений), что объясняется естественным происхождением парка. В активной зоне отдыха и центральной части парка сделаны искусственные посадки березы бородавчатой и липы мелколистной. В меньшей степени произрастают лиственница сибирская, клён остролистый, рябина обыкновенная, ясень зелёный, лещина и некоторые другие. Возраст дубов в парке варьируется от 90 до 140 лет, единично встречаются дубы 160 лет.
В парке действуют развлекательные аттракционы, игровые комплексы для детей, проходят различные культурно-массовые мероприятия: концерты, конкурсы, занимательные вечера и пр.

## История
В прежние времена от Чебоксар на запад тянулась огромная дубрава. Лес назывался по фамилии владельца — помещика Фёдора Андреевича Лакреева-Панова, секретаря Свияжской провинциальной канцелярии. Семье Лакреевых принадлежала деревня Усадки, также прозванная Лакреихой.
С течением времени от огромной дубравы остался небольшой массив. В 1957 году на основе естественной дубравы был создан «городской парк культуры и отдыха им. 40-летия Великого Октября». Вскоре парку вернули прежнее название. В 1978 году парку был дан статус памятника природы.
В 1970 году составлен генеральный план парка, через два года была заложена центральная аллея и построен пешеходный мост через овраг. Ограда парка появилась в 1972 году. С 1994 года в парке разбиваются клумбы. Высажены декоративные кустарники.

## Награды
По итогам смотра-конкурса «Хрустальное колесо-2005», прошедшего в Сочи, ЦПКиО «Лакреевский лес» вошёл в десятку наиболее оснащённых и благоустроенных парков в России и СНГ.